# Reisbeschrijving
Dit artikel geeft een overzicht van enkele termen die gebruikt worden om soorten van (al dan niet verzonnen) reisbeschrijvingen aan te duiden. Tussen deze termen wordt in het spraakgebruik soms weinig onderscheid gemaakt. De betreffende artikelen in de Wikipedia maken dit onderscheid wel.

## Tekstsoorten
ReisgidsEen werk met een vooral topografisch karakter, bedoeld als handboek voor reizigers, dat doorgaans reismogelijkheden, accommodatie en bezienswaardigheden beschrijft.
De reisgids staat dan ook primair ten dienste van de lezer. De reisgids dient te worden onderscheiden van de eenvoudige reistijdentabel; ook is hij geen bestemmingsgids waarin een beredeneerde catalogus of een vergelijkende bespreking van locaties wordt gegeven.
ReisverslagEen bericht, vaak opgemaakt om wederwaardigheden of resultaten van een reis aan achtergebleven belanghebbenden te rapporteren.
Een reisverslag kan dus voor een opdrachtgever of andere belanghebbende bedoeld zijn. De nadruk ligt op de reis. Vaak wordt de reis stap voor stap en op zakelijke wijze beschreven, soms als aaneenschakeling van gebeurtenissen; het topografische karakter van het verhaal is dan evident. Het gaat om non-fictie.
Een reisverslag kan ook een compilatiewerk zijn. Bij de andere tekstsoorten ligt dit minder voor de hand, maar onmogelijk is het niet.
ReisverhaalEen realistisch gepresenteerd reisverslag, al dan niet (ten dele) verzonnen, bedoeld voor een breder publiek, waaraan algemeen een zekere literaire waarde wordt toegekend.
Meer dan een reisgids of resiverslag heeft het reisverhaal een persoonlijk karakter; de aandacht wordt sterker op de auteur, op gebeurtenissen en op andere personen gevestigd, het verhaal is vaak persoonlijk gekleurd. De vorm van het verhaal (de plot) krijgt ruimschoots aandacht. Het reisverhaal is hetzij een werk van fictie, hetzij een werk van non-fictie of een mengeling van beide genres; voor de lezer is niet altijd duidelijk of hij met waarheid of verzinsel te maken heeft.
ReisfantasieEen niet-realistisch reisverslag, waarvan het gefantaseerde karakter naar alle waarschijnlijkheid ook reeds duidelijk moet zijn geweest aan de aanvankelijk beoogde lezer.
De nadruk ligt hier (om uiteenlopende redenen) voornamelijk op het verhaal, de avonturen of de zogenaamd aangetroffen situaties.

## Afbakening

### Afbakening tussen de soorten
Een scherpe scheidslijn is in de meeste gevallen niet te trekken tussen deze tekstsoorten. Het bovenstaande overzicht geeft een indicatie van trekken die de betreffende tekstsoort in meerdere of mindere mate van de andere onderscheiden, maar ook andere vormen van categorisatie zouden mogelijk zijn. 
Zo zijn er wel bronnen die ieder fictioneel werk een reisverhaal noemen, en ieder werk van non-fictie een reisverslag. Het onderscheid tussen fictie en non-fictie doet echter geen recht aan de verschillen tussen gids en verslag, tussen verhaal en fantasie. 
Mogelijke verwarring wordt nog versterkt doordat een gecompileerd, op feiten gebaseerd reisverslag zodanig kan zijn opgezet dat het bij de lezer de illusie wekt dat hij de reis zelf maakt, waardoor het verslag bijna als reisgids kan dienen. Dit is echter niet het vooropgezette doel van het verslag: het wil de achtergeblevenen rapport uitbrengen, terwijl de gids juist een handleiding wil zijn voor wie nog op weg gaat.
Werk dat aanvankelijk als reisverslag, dus voornamelijk rapportage, was bedoeld, kan dat rapporterend karakter in de loop der tijd deels verliezen, maar voor de latere lezer zijn waarde behouden als reisverhaal. 
Een reisfantasie kan literaire waarde bezitten, maar de tekstsoort valt niettemin te onderscheiden van de gefingeerde reisliteratuur. Deze laatste maakt aanspraak op geloofwaardigheid, terwijl de reisfantasie dat niet doet. Anderzijds dient de reisfantasie te worden onderscheiden van sciencefiction of science fantasy: deze termen (die vaak dooreen worden gebruikt) betreffen verhalen die vaak in de toekomst spelen, veelal de nadruk op technologische of wetenschappelijke elementen leggen, maar zich niet in het bijzonder met de reis bezighouden.

### Afbakening binnen de soorten
Ook binnen de genoemde groepen zijn de overgangen soms vloeiend. 
Reistijdentabel, reisgids en bestemmingsgids zijn niet altijd gemakkelijk van elkaar te onderscheiden. 
Zoals bij alle literatuur, is het bij een reisverhaal bovendien moeilijk een precieze scheidslijn te trekken tussen werken van literaire waarde en publicaties waaraan die waarde moet worden ontzegd. Een ander onderscheid dat zich binnen deze tekstsoort voordoet, is dat tussen (realistische) fictie enerzijds en non-fictie anderzijds. Het verschil tussen feit en fictie is in het reisverhaal vooral voor de eigentijdse lezer soms moeilijk vast te stellen.